# Saba Labour Party
De Saba Labour Party (SLP) is een politieke partij op Saba die sinds de eilandsraadsverkiezingen van 2015 met twee op vijf zetels de oppositie uitmaakt op het Caribische eiland. Samen met de regerende Windward Islands People's Movement is de SLP een van de twee actieve partijen op Saba.

## Onder de Nederlandse Antillen
Tot de ontmanteling van de Nederlandse Antillen in 2010 deed de partij zowel mee aan de eilandsraadverkiezingen als aan die voor de enige zetel van Saba in de Staten van de Nederlandse Antillen. Van de twee partijen op Saba is de SLP doorgaans de oppositiepartij, en ze haalde bijgevolg ook niet de Sabaanse zetel in de Nederlands-Antilliaanse Staten binnen in de toenmalige verkiezingen.

## Onder Nederland
Toen Saba op 10 oktober 2010 een bijzondere gemeente van Nederland werd, bleef de eilandsraad van 2007 (waarin de SLP een van de vijf zetels bezette) aan tot de eilandsraadsverkiezingen van 2011. Deze verkiezingen veranderden niets aan de samenstelling van de eilandsraad. In de verkiezingen van 2015 haalde de partij een tweede zetel binnen. Monique Wilson werd het tweede raadslid van de SLP, naast partijleider Ishmael Levenston. Bij de verkiezingen van 2019 leed de SLP een grote nederlaag; alle zetels in de eilandsraad gingen naar de concurrerende WIPM.